# Mustikkasaari (ö i Norra Savolax, Norra Savolax, lat 63,46, long 26,26)
Mustikkasaari är en ö i Finland. Den ligger i sjön Koivujärvi och i kommunen Pielavesi i den ekonomiska regionen  Övre Savolax ekonomiska region  och landskapet Norra Savolax, i den centrala delen av landet, 400 km norr om huvudstaden Helsingfors. Öns area är 5,4 hektar och dess största längd är 390 meter i nord-sydlig riktning.